# Eingliederungshilfe für seelisch behinderte Kinder und Jugendliche
Bei der Eingliederungshilfe für seelisch behinderte Kinder und Jugendliche handelt es sich um einen für Kinder und Jugendliche eigenen, außerhalb der Hilfen zur Erziehung stehenden,  Rechtsanspruch seelisch behinderter oder von seelischer Behinderung bedrohter Kinder und Jugendlicher im Rahmen der Jugendhilfe. Anspruchsvoraussetzungen sowie Aufgabe und Ziele der Hilfe, die Bestimmung des Personenkreises sowie Art und Form der Leistungen und Hilfeform sind im § 35a SGB VIII (KJHG) festgelegt. Seit 1. Januar 2018: Ob das Jugendamt als Rehabilitationsträger nach SGB IX aktiv werden muss, entscheidet sich bei der Klärung der Tatbestandsvoraussetzungen nach § 35a bzw. 41 SGB VIII (junge Volljährige) und der sachlichen und örtlichen Zuständigkeit nach §§ 85, 86, 86a ff. SGB VIII. Es erbringt Leistungen nach § 35a SGB VIII sowie Teil 1 und Teil 2 SGB IX im Rahmen seiner Zuständigkeit. Die Zuständigkeiten der Träger der Eingliederungshilfe, …und zwar unabhängig davon, ob sie aus dem SGB XII [IX] oder dem SGB VIII zu leisten ist… bestimmen die Länder gem. §94 Abs. 1 SGB IX. Besteht in den Ländern Rechtsträgeridentität, d. h. wenn der Träger der öffentlichen Jugendhilfe auch der Träger der Eingliederungshilfe für alle Kinder und Jugendlichen sowie jungen Volljährigen ist, erübrigt sich die Feststellung der Zuständigkeit über Eingliederungshilfe im Sinne des § 14 SGB IX.
Die grundsätzlich pädagogischen Hilfeformen können psychotherapeutische Hilfen enthalten. Auch in Ergänzung einer Hilfe zur Erziehung für die Sorgeberechtigten soll bei entsprechend individuellem Bedarf die Eingliederungshilfe für Kinder/Jugendliche nach § 35a SGB VIII geleistet werden. Ein Antrag ist an das Jugendamt zu richten.